# Saisonbetrieb

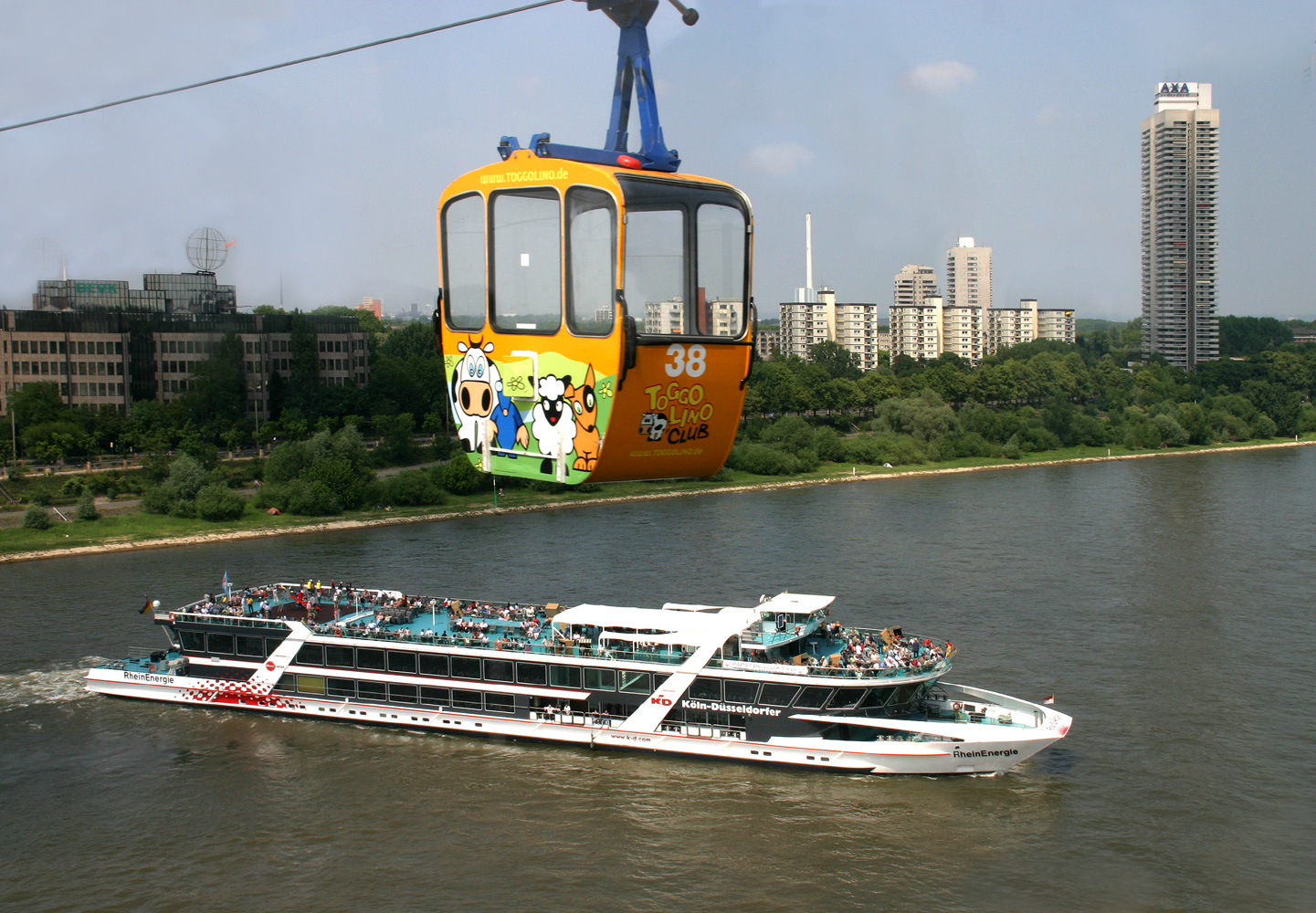
Typische Saisonbetriebe: Die Kölner Rheinseilbahn und die RheinMagie

Saisonbetrieb ist in der Wirtschaft ein Unternehmen, dessen Produkte oder Dienstleistungen regelmäßig wiederkehrenden Schwankungen hinsichtlich des Auslastungsgrades durch die Jahreszeit oder durch Verbrauchergewohnheiten unterliegen.

## Allgemeines
Mit dem Bestimmungswort „Saison“ des Kompositums „Saisonbetrieb“ ist die Jahreszeit gemeint, bei der die Nachfrage nach bestimmten Produkten oder Dienstleistungen im Vergleich zum Jahresdurchschnitt witterungsbedingt geringer oder nicht vorhanden ist. Das gilt auch für die sich auf die Nachfrage auswirkenden Verbrauchergewohnheiten. Um Saisonbetriebe handelt es sich, wenn zwar ihre Betriebszeit ganzjährig ist, aber saisonalen Schwankungen bei Beschäftigung und Umsatzerlösen unterliegt. International gibt es Saisonbetriebe überall dort, wo die Jahreszeit oder das Käuferverhalten zu derartigen Schwankungen des Auslastungsgrades führt.  

## Arten
Diese Schwankungen können witterungsbedingt sein (Gastronomie in Ausflugsorten, Seilbahnen, Speiseeis, Steinbrüche, Rübenzucker, Wintersport) oder ihre Ursache in einem je nach Jahreszeit unterschiedlichen Kaufverhalten haben (Feuerwerkskörper, Karnevalsartikel oder Weihnachtsgebäck). Saisonartikel sind zu bestimmten Zeiten besonders begehrt, etwa Modeartikel (Sommer- oder Winterbekleidung) oder typische Festtagsartikel. Saisonale Dienstleistungen sind Freibäder, Segelschulen oder Wintersporteinrichtungen wie Skilifte. Im Gastgewerbe wird bei den Saisonbetrieben zwischen Einsaisonbetrieb (Sommer oder Winter) und Zweisaisonbetrieb (Sommer und Winter, Zwischensaison geschlossen) differenziert. Hotels und sonstige Dienstleister in Fremdenverkehrsgebieten müssen sich auf Hochsaison oder Nebensaison einstellen. Typische Saisonbetriebe sind die nicht ganzjährig geöffneten Nationalparks.

## Rechtsfragen
Das Bundesarbeitsgericht (BAG) definiert Saisonbetriebe als Unternehmen, „in denen zwar ganzjährig gearbeitet wird, aber betriebsbedingt typische, saisonale Schwankungen der Beschäftigtenzahl auftreten, weil die Tätigkeit regelmäßig in einer bestimmten Jahreszeit verstärkt ist“.
Saisonbetrieb ist ein Rechtsbegriff, denn auf den Saisonbetrieb finden die Vorschriften des Kündigungsschutzgesetzes (KSchG) bei Massenentlassungen, die durch die Eigenart dieser Betriebe bedingt sind, keine Anwendung (§ 22 Abs. 1 KschG). Das bedeutet, dass bei Entlassung von Saisonarbeitern der Arbeitgeber gegenüber der Agentur für Arbeit keine Massenentlassungsanzeige gemäß § 17 KschG erstatten muss und auch keine Kurzarbeit zu beantragen hat (§ 19 Abs. 1 KschG). Keine Saisonbetriebe sind Bauunternehmen, deren ganzjährige Beschäftigung durch das SGB III (§ 102 SGB III) gefördert wird (Wintergeld; § 22 Abs. 2 KschG).
Die Gewerbeaufsicht kann für Saisonbetriebe während der Saison eine längere tägliche Arbeitszeit erlauben (§ 15 Abs. 1 Nr. 2 ArbZG). Die vorübergehende Unterbrechung bei Saisonbetrieben hebt deren Gewerbesteuerpflicht nicht auf (§ 2 Abs. 4 GewStG).

## Wirtschaftliche Aspekte
Betriebswirtschaftlich sind Saisonbetriebe alle Betriebe, die Saisonschwankungen ausgesetzt sind und deshalb typische Auslastungszyklen aufweisen. Unter Saisonschwankungen versteht man die kurzen Wellen des Geschäftsverlaufs, die sich innerhalb eines Jahres abspielen und deren besonderes Merkmal in ihrer jährlichen Wiederkehr liegt.
Die saisonalen Schwankungen wirken sich – bei gleichbleibender Kapazität der Produktionsfaktoren – einerseits auf die Kapazitätsauslastung aus, sodass während der Saison Vollbeschäftigung und außerhalb der Saison Unterbeschäftigung herrscht (Auslastungszyklen). Andererseits führen gleichzeitig die saisonalen Schwankungen zu hohen Umsatzerlösen während der Saison und geringen oder ausbleibenden Umsatzerlösen außerhalb der Saison. Das bedeutet, dass außerhalb der Saison keine Kostendeckung erreicht werden kann, sondern sogar Verluste eintreten können. Um dies zu vermeiden, müssen sich Saisonbetriebe diesen – vorhersehbaren – Beschäftigungsschwankungen anpassen. Das kann durch Senkung der Personalkapazität geschehen, um die Fixkosten (Leerkosten außerhalb der Saison) zu senken. Deshalb können in Saisonbetrieben neben einer vergleichsweise kleinen Stammbelegschaft nur für die Saison zusätzlich Saisonarbeiter beschäftigt werden. Darüber hinaus besteht für ihre Beschäftigung kein Bedarf. Reine Saisonbetriebe weisen kostenintensive Brachzeiten auf, in denen der Betrieb stillsteht.
Da der Bilanzstichtag nicht mit dem Ende des Kalenderjahres (31. Dezember) übereinstimmen muss, können Saisonbetriebe ihren Stichtag an das Ende der Saison legen, weil dann die Lagerbestände relativ niedrig sind. Das Gesetz verlangt lediglich, dass das Geschäftsjahr höchstens einen Zeitraum von 12 Monaten umfasst (§ 240 Abs. 2 Satz 2 HGB). Vor allem in Saisonbetrieben muss die Produktionsprogrammplanung und die Lagerhaltungsplanung eng koordiniert werden, um Lager- und Absatzrisiken außerhalb der Saison zu verringern. 
Saisonschwankungen wirken sich nicht nur auf die Saisonbetriebe, sondern auf die gesamte Volkswirtschaft eines Landes aus. So ist beispielsweise im Winter die Arbeitslosenquote tendenziell höher als im Jahresdurchschnitt (saisonale Arbeitslosigkeit). Um Verfälschungen durch saisonale Einflüsse zu verhindern, werden einige volkswirtschaftliche Kennzahlen der Saisonbereinigung unterzogen. Dabei ist zu berücksichtigen, dass in einer Volkswirtschaft saisonale Schwankungen eher ausgeglichen werden können, während sie den einzelnen Saisonbetrieb voll treffen.

## Abgrenzung
Abzugrenzen ist der Saisonbetrieb vom Kampagne-Betrieb. Beim Kampagne-Betrieb ist die Betriebszeit auf einen Teil des Jahres beschränkt; es wird stets nur einige Monate im Jahr gearbeitet wie etwa in Erntekampagnen der Landwirtschaft (Spargelernte, Weinlese).

## International
Überall dort, wo der Massentourismus von einer Hochsaison im Zielgebiet abhängig ist, wirkt er in bestimmten Reisezielen auf deren Saisonbetriebe. Die Bedeutung des Massentourismus für die Volkswirtschaft eines Reiseziellandes zeigt sich in seinem Anteil am Bruttoinlandsprodukt (BIP). Je höher dieser Anteil ist, umso abhängiger ist die wirtschaftliche Entwicklung des Reiseziellandes von Schwankungen des Massentourismus. Je höher der Anteil der Tourismuseinnahmen am BIP eines Staates ist, umso abhängiger ist die wirtschaftliche Entwicklung des Reiseziellandes von Schwankungen des Tourismus. Der Tourismus hatte im Jahre 2018 in den Philippinen einen Anteil am Bruttoinlandsprodukt von 24,7 %, es folgten Thailand (21,6 %), Hongkong (17,4 %), Mexiko (17,2 %), Österreich (15,4 %), Spanien (14,6 %), Italien (13,2 %), Türkei (12,1 %), Großbritannien und die Volksrepublik China (je 11,0 %). Sie liegen damit über dem weltweiten Durchschnitt von 10,4 %. In Deutschland waren 2015 insgesamt 2,92 Millionen Arbeitnehmer in der Touristik-Branche beschäftigt, das sind 6,8 % der gesamten Beschäftigung. Ein großer Teil von ihnen gehörte zu den Saisonarbeitskräften.